# Kiskunfélegyháza
Kiskunfélegyháza (Duits: Feulegaß )  is een stadje in Hongarije in het comitaat Bács-Kiskun. Het is de historische hoofdplaats van Klein-Koemanië (Kiskunság).
In het gebouw van de commandant van Klein-Koemanië is het streekmuseum gevestigd. Het gebouw dateert uit 1753 en is in de stijl van de late barok (Zopfstil) gebouwd. In 1794 kwam er een verdieping bovenop. In de vroegere kerker is de geschiedenis van de kerkers uitgebeeld. Op de binnenplaats staat als monument een windmolen. Tot het museum behoort ook het geboortehuis van de schrijver Ferenc Móra.
Het stadhuis van Kiskunfélegyháza werd in 1911 voltooid en is een ontwerp van József Vas in secessiestijl.
In Kiskunfélegyháza is rond 1870 het sierduivenras de Felegyhazer tuimelaar voor het eerst gefokt.

## Partnersteden
Kiskunfélegyháza onderhoudt jumelages met Braunfels (Duitsland, sinds 1992), Corund (Roemenië, 1993), Die (Frankrijk, 2000), Sighișoara (Roemenië, 2001), Feltre (Italië, 2005), Silkeborg (Denemarken, 2009), Bagnols-sur-Cèze (Frankrijk, 2010), Uhrovec (Slowakije, 2010), Kikinda (Servië, 2011), Turda (Roemenië, 2012) en Rabka Zdrój (Polen, 2013). 